# 蒂耶拉什地区巴尔济
蒂耶拉什地区巴尔济（法語：Barzy-en-Thiérache，法語發音：[baʁzi ɑ̃ tjeʁaʃ]），或纯音译作巴尔济昂蒂耶拉什，是法国上法兰西大区埃纳省的一个市镇，属于韦尔万区。

## 地理
蒂耶拉什地区巴尔济（50°2'36"N, 3°44'46"E）面积7.63 平方千米，位于法国上法蘭西大區埃纳省，该省份为法国北部内陆省份，北起北部省，西接索姆省和瓦兹省，东临阿登省和马恩省，西南至塞纳-马恩省，东北部与比利时接壤。
与蒂耶拉什地区巴尔济接壤的市镇（或旧市镇、城区）包括：桑布尔河畔贝尔格、布埃、费米-勒萨尔、蒂耶拉什地区勒努维永、桑布尔河畔博尔派尔、普里什。

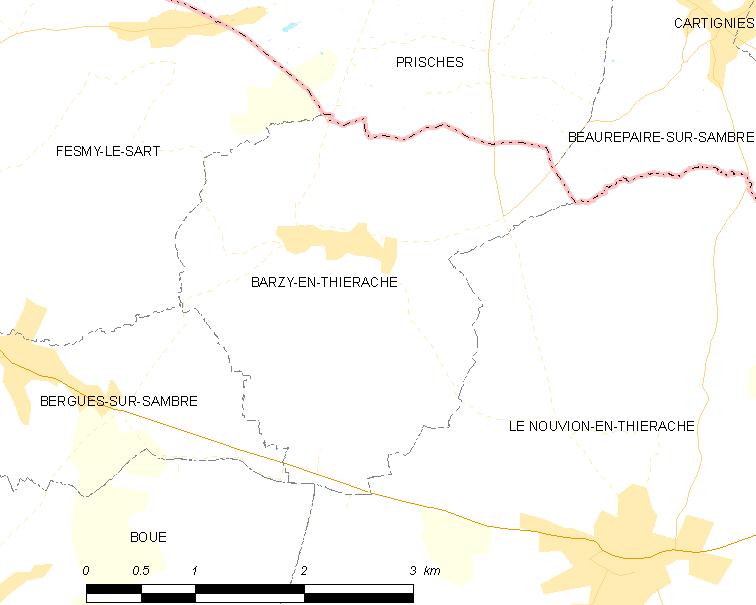
蒂耶拉什地区巴尔济的OSM定位图

蒂耶拉什地区巴尔济的时区为UTC+01:00、UTC+02:00（夏令时）。

## 行政
蒂耶拉什地区巴尔济的邮政编码为02170，INSEE市镇编码为02050。

## 政治
蒂耶拉什地区巴尔济所属的省级选区为吉斯县。

## 人口

1962-2008年间蒂耶拉什地区巴尔济人口变化图示

蒂耶拉什地区巴尔济于2022年1月1日时的人口数量为317人。